# بيت عمر (المحويت)

تعديل مصدري - تعديل

بيت عمر هي إحدى قرى عزلة العرقوب بمديرية المحويت التابعة لمحافظة المحويت، بلغ تعداد سكانها 179 نسمة حسب تعداد اليمن لعام 2004.